# Ágios Geórgios (Ferés, Magnésie)
Ágios Geórgios, en grec moderne : Άγιος Γεώργιος, est un village du dème de Rígas Feréos, district régional de Magnésie, en Thessalie, Grèce.
Selon le recensement de 2011, la population du village s'élève à 681 habitants.